# Stor-Lomtjärnen (Burträsks socken, Västerbotten)
Stor-Lomtjärnen är en sjö i Skellefteå kommun i Västerbotten och ingår i Rickleåns huvudavrinningsområde.